# Jones Rocks
Die Jones Rocks sind Felsvorsprünge an der Küste des ostantarktischen Königin-Marie-Lands. Sie ragen an der Ostküste der Bay of Winds etwa 6 km südwestlich der Avalanche Rocks auf. 
Entdeckt wurde sie bei der Australasiatischen Antarktisexpedition (1911–1914) unter der Leitung des australischen Polarforschers Douglas Mawson. Benannt sind sie nach Sydney Evan Jones (1887–1948), medizinischer Offizier bei dieser Expedition.